# The Infinity Project
The Infinity Project, ou simplement Infinity Project, est un groupe britannique de musique électronique. Il est issu de la vague acid house,  précurseur de la trance psychédélique au tout début des années 1990. 

## Histoire
Composé de Ronald Rothfield (alias Raja Ram, né en 1941 à Melbourne, en Australie) et ancien membre du groupe jazz rock Quintessence dans les années 1960, et de Graham Wood. Le groupe se forme en 1991, et publie ses deux premiers albums, Feeling Weird, et Mystical Experiences.
Le duo forme dans la première moitié des années 1990, l'un des premiers labels orientés trance psychédélique, TIP Records. Ce label a des problèmes financiers en 1997, dus à la chute des ventes de trance au Royaume-Uni, et en Europe mais ressuscite en 1999 sous le nom de TIP World.

## Discographie
- 1995 : Feeling Weird
- 1995 : Mystical Experiences
- 2004 : The Mystery of the Yeti / Mystical Experiences
- 2013 : Feeling Weird Remixes[6]